# Delaire-Maske

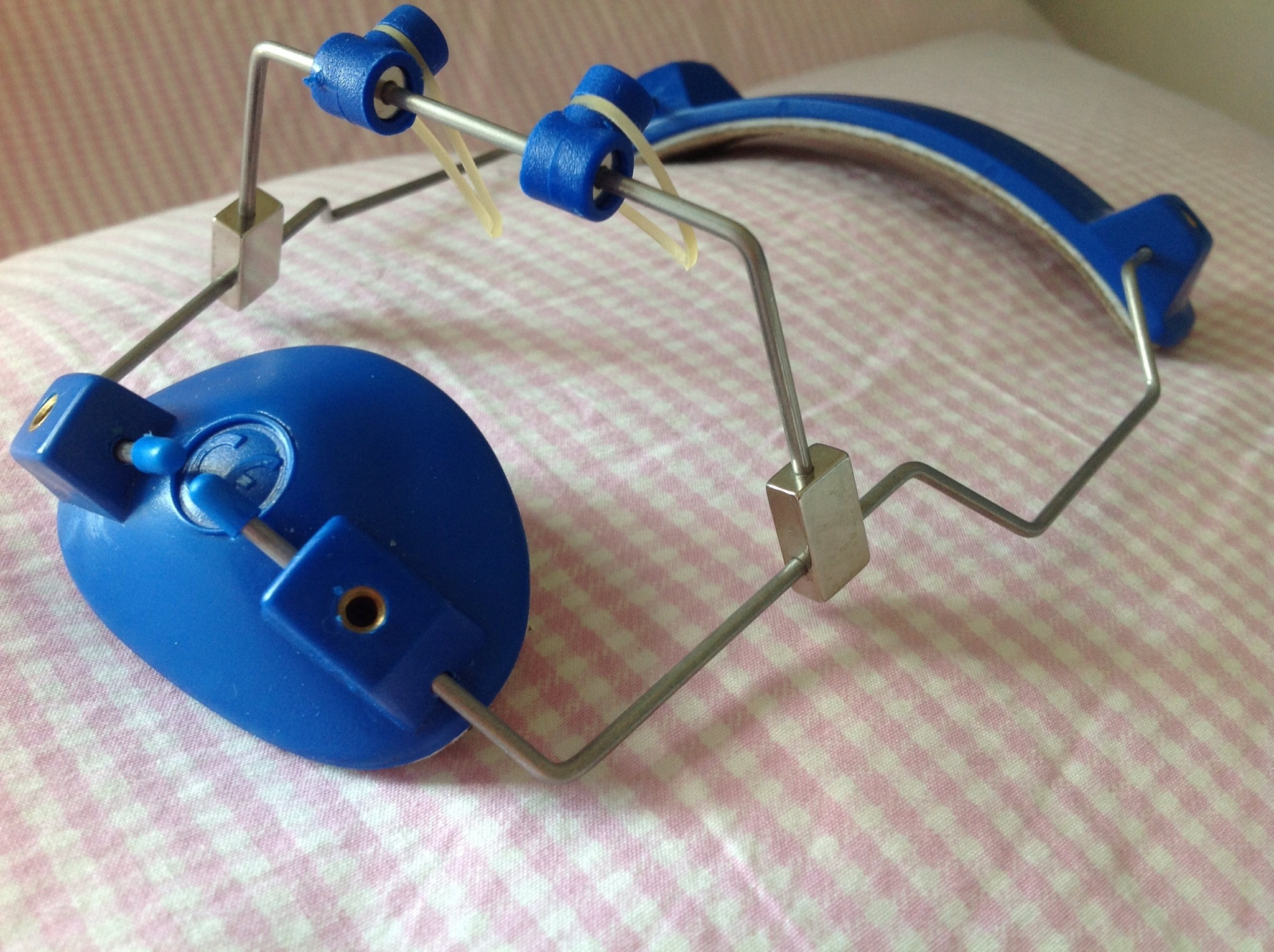
Delaire-Gesichtsmaske

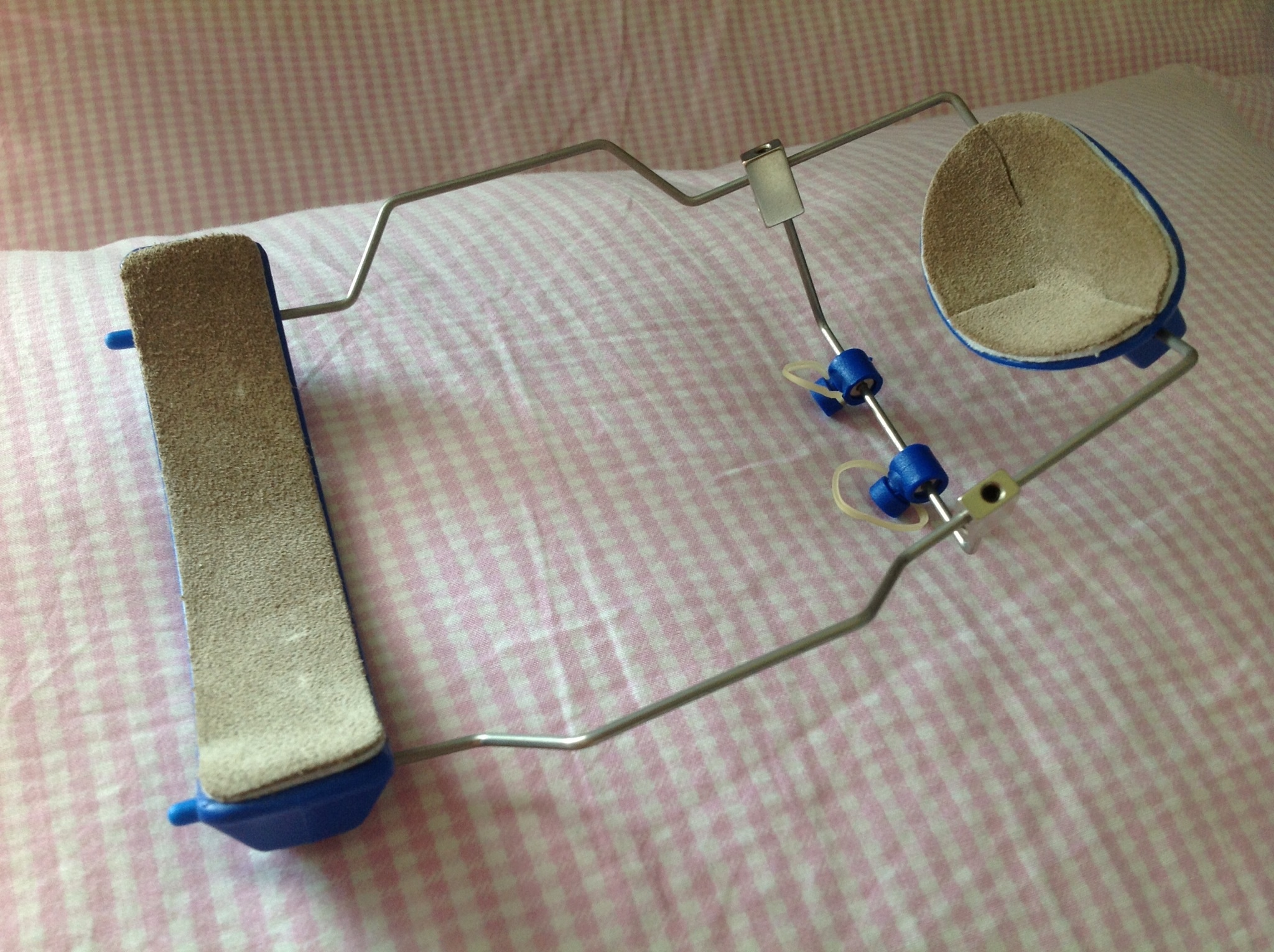
Rückseite der Delaire-Gesichtsmaske mit Stirn- und Kinnkappenpolster

Eine Delaire-Maske (Synonym: Gesichtsmaske nach Delaire und Verdon) gehört zu den Gesichtsmasken. Sie ist eine kieferorthopädische Apparatur zur Frühbehandlung von Kieferfehlstellungen. Im Gegensatz zum Headgear erfolgt keine Befestigung der Maske mit Bändern am Kopf.

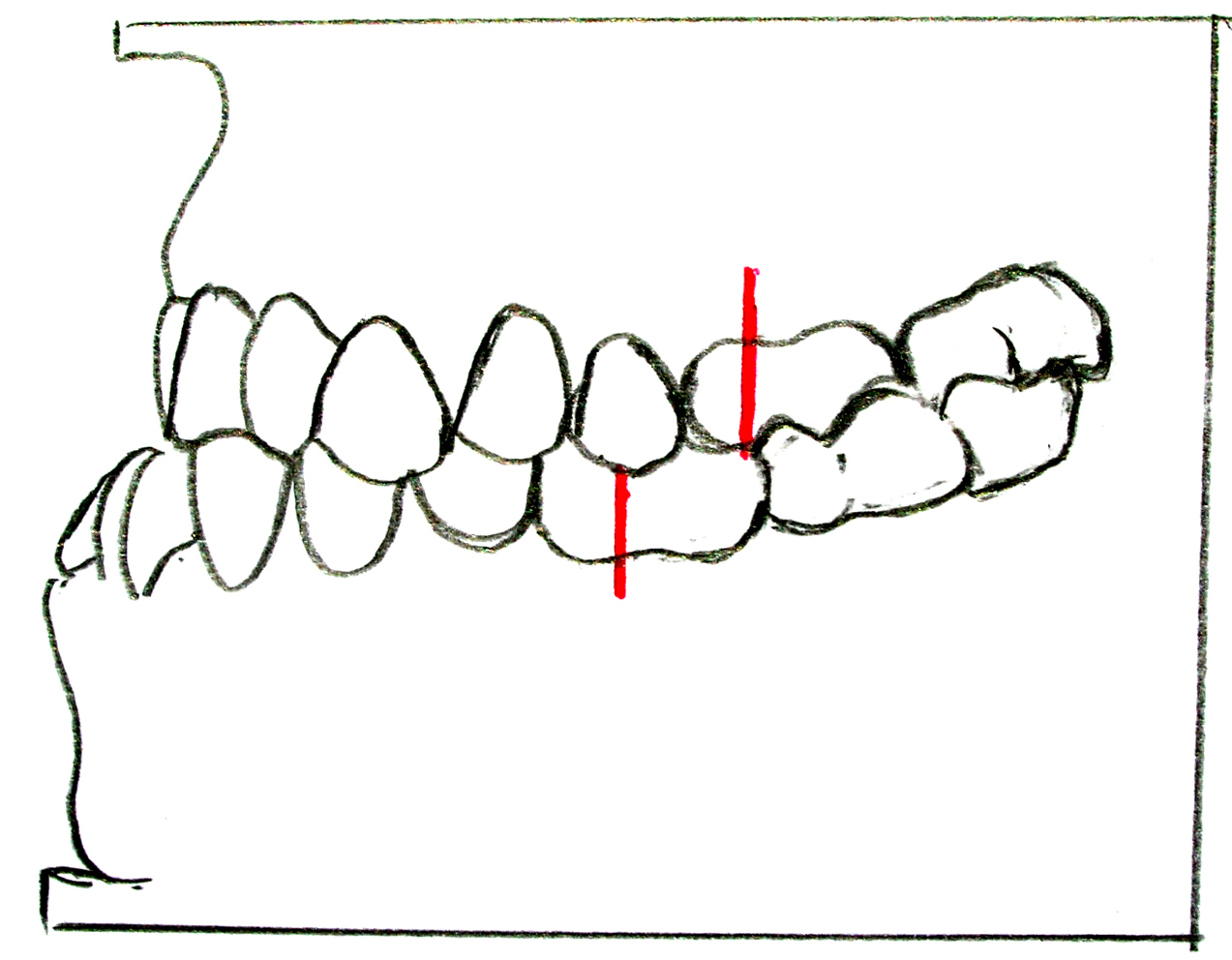
Angle-Klasse III.

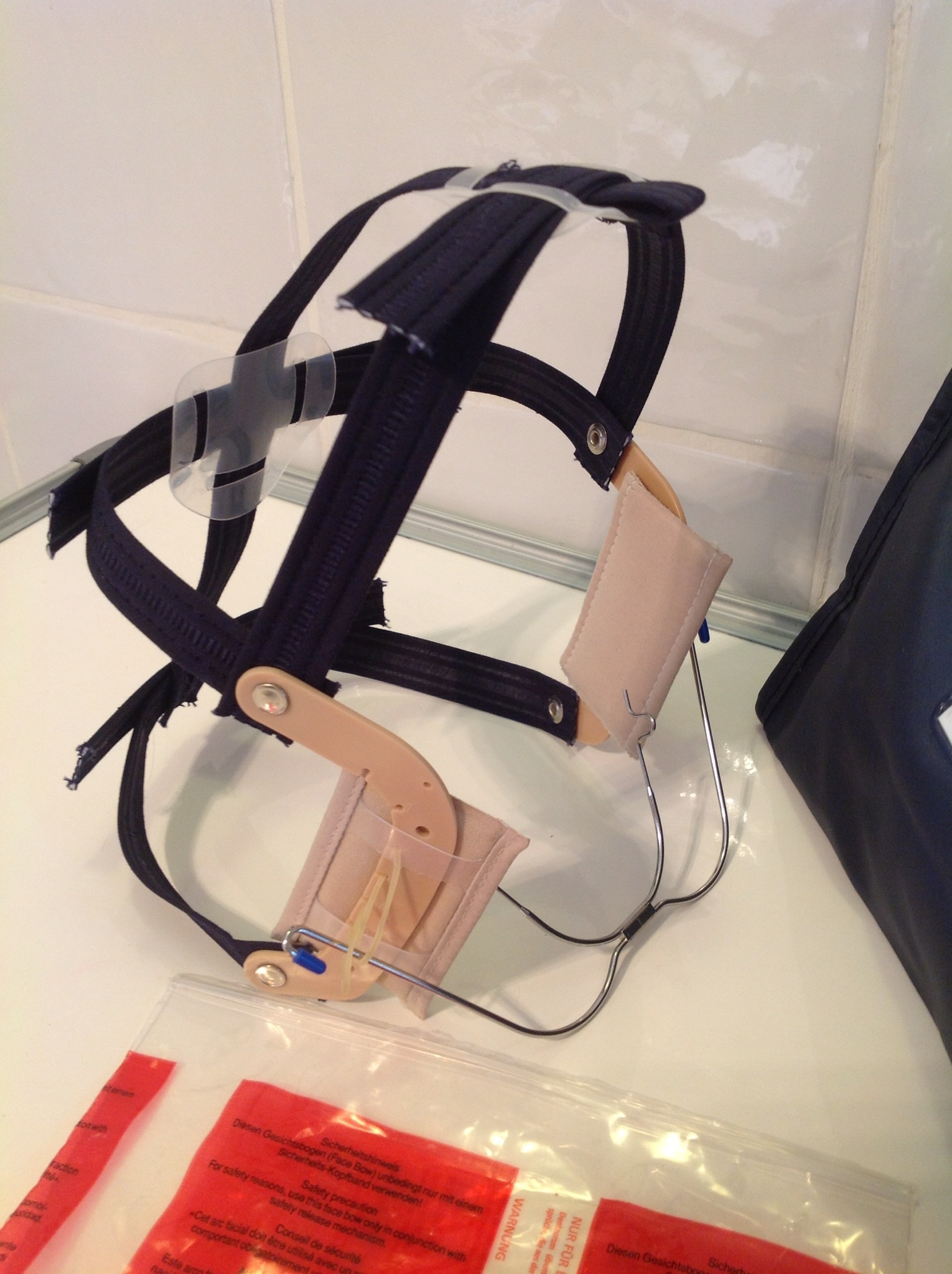
Headgear-Apparatur, die im Gegensatz zur Delaire-Maske mit Gummibändern am Kopf befestigt wird.

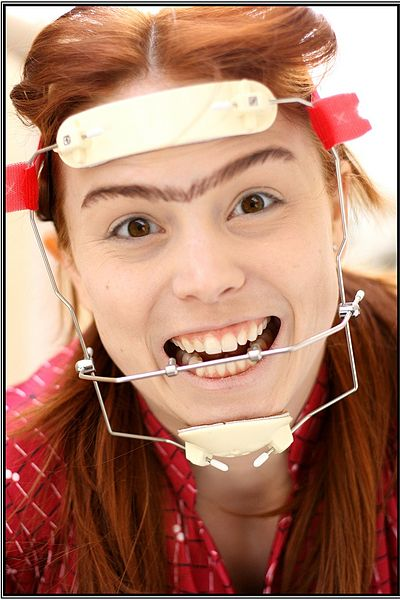
Angelegte Delaire-Maske

## Angle-Klasse III
Eine sogenannte Klasse III-Malokklusion (Angle-Klasse III) kann durch einen retrognathen Oberkiefer, einen prognathen Unterkiefer oder eine Kombination von beiden verursacht sein. Die Besonderheit der Delaire-Gesichtsmaske gegenüber anderen Gesichtsmasken ist, dass sie keine zusätzlichen Kopfriemen benötigt, um das Gerät am Patientenkopf zu fixieren. Gleichzeitig nutzt sie die direkte Kraft der elastischen Bänder im Mund des zu behandelnden Kindes, wo die Maske mittels Klammern an einem intraoralen Haken oder einem funktionskieferorthopädischden Gerät, wie dem Rapid Palatal Expander (RPE) befestigt ist, was den Halt gewährleistet.
Der Behandlung mit der Delaire-Maske geht oftmals eine Vorbehandlung voraus, mit der mittels einer Gaumennahterweiterungsapparatur der Oberkiefer gedehnt und die Knochennähte im Oberkiefer gelockert werden.
Die Delaire-Maske lässt sich variabel im Front- und Kinnbereich über ein Schraubensystem justieren. Die sagittalen Züge führen zu der gewünschten Korrektur in sagittaler und vertikaler Richtung. Die Delaire-Maske wird 1–2 Stunden vor dem Schlafen und in der Nacht für die Dauer von einem bis eineinhalb Jahren getragen. Sie zieht den Oberkiefer während der Wachstumsphase nach vorne, um die Klasse III Malokklusion zu korrigieren. Sie ist meist nur eine Teiltherapie, die mit weiteren kieferorthopädischen Geräten fortgesetzt wird.
Die Behandlung gilt insbesondere im Alter von 7 bis 13 Jahren als sehr effektiv, wenn die Knochenentwicklung und das Unterkieferwachstum noch andauert. Die Tragedauer beträgt typischerweise 12 bis 18 Monate je nach Korrekturbedürftigkeit. Die beste Wirkung wird meist in der frühen Wechselgebissphase erreicht (7–9 Jahre), weil die Maske in dieser Zeit vorwiegend auf die Kiefer wirkt. Je älter der Patient ist, desto mehr wirkt sie auf die Stellung der Zähne.

## Indikation
Die Delaire-Maske ist bei einer Mikrognathie, zur ventralen Entwicklung des oberen Zahnbogens sowie zu einer Mesialbewegung von Zähnen indiziert. Sie kommt bei Patienten mit Lippen-Kiefer-Gaumenspalten zur Anwendung, wenn der Oberkieferkomplex nicht nur in sagittaler, sondern auch in transversaler Richtung entwickelt werden soll.
Die ventral gerichteten Kräfte liegen in der Größenordnung von 5–15 N im bleibenden Gebiss, bei 3,5–4 N im Milchgebiss und bei 1–2 N für die Mesialbewegung einzelner Zähne des Ober- oder Unterkiefers.

## Vorteile
Die Delaire-Gesichtsmaske behindert die Sicht des Kindes nicht. Bei Brillenträgern erfolgt kein Verschleiß des Brillengestells.

## Nachteile
Nachteilig ist, dass während des Schlafes der Rahmen der Delaire-Maske auf das Gesicht drücken kann. Nachdem die Kräfte nur auf die Zähne des Oberkiefers wirken, können diese unerwünscht verschoben werden. Dies wird durch das zusätzliche Eingliedern von entsprechenden kieferorthopädischen Geräten verhindert. Das Behandlungsergebnis hängt stark von der Compliance des Patienten ab, die im Kindesalter nicht einfach zu erreichen  ist.

## Kontraindikation
Die Delaire-Maske wirkt wachstumshemmend auf den Unterkiefer. Dabei werden die Kiefergelenke durch den Gegendruck entsprechend belastet. Bei krankhaften Kiefergelenken darf die Maske deshalb nicht verwendet werden.

## Geschichte
Die Reverse-Pull-Gesichtsmaske wurde 1971 von dem französischen Kieferorthopäden Jean Delaire (* 1923) eingeführt.

## Varianten
- Eine Variante der Delaire-Maske ist das Tübinger Modell, bei dem die Maske durch ein Gummiband am Hinterkopf gegen Verrutschen gesichert wird.[5]
- Die Gesichtsmaske nach Grummons besitzt keine Abstützung in der Kinnregion und hat stattdessen Widerlager im Bereich der Jochbögen beidseits. Anders als die Delaire-Maske überträgt diese Konstruktion keine Kräfte auf die Kiefergelenke und wirkt deshalb auch nicht wachstumshemmend auf den Unterkiefer.[6]